# Щелейки
Ще́лейки (вепс. Kal'l'; Vehkaiselg) — деревня в Вознесенском городском поселении Подпорожского района Ленинградской области.

## История
Упоминается в 1496 году в Оштинском погосте как деревня Щелейца, Марфинской, а позднее Никольской Оштинской волости.

ЩЕЛЕЙКА (посёлки: АРТЁМОВСКАЯ и ЛАРИОНОВСКАЯ) — село при озере Онеге, число дворов — 56, число жителей: 199 м. п., 220 ж. п.; Все чудь. Церковь православная. Кузниц две. (1873 год)

Сборник Центрального статистического комитета описывал его так:

ЩЕЛЕЙКИ — село бывшее гарнизонное при озере Онеге, дворов — 56, жителей — 390; церковь православная, 5 часовен, 2 лавки.. (1885 год)

Список населённых мест Олонецкой губернии:

ЩЕЛЕЙКИ — село Щелейско-Гиморецкого общества при озере Онего, население крестьянское: домов — 71, семей — 87, мужчин — 208, женщин — 213; лошадей — 53, коров — 131, прочего — 111. Школа. (1905 год)

В конце XIX — начале XX века село административно относилось к Шелтозёрско-Бережной волости 1-го стана Петрозаводского уезда Олонецкой губернии.
Крестьянин деревни Щелейки Пётр Васильевич Копосов, участник Русско-японской войны, старший унтер-офицер 11-го пехотного Сибирского Семипалатинского полка, был награждён знаком отличия военного ордена Святого Георгия 4-й степени.
С 1917 по 1920 год деревня входила в состав Шелтозерско-Бережной волости Петрозаводского уезда Олонецкой губернии.
С 1920 года в составе Лодейнопольского уезда.
С 1922 года в составе Гиморецкого сельсовета Вознесенской волости Ленинградской губернии.
С 1927 года в составе Вознесенского района. В 1927 году население деревни составляло 393 человека.
Согласно карте Ленинградской области Северо-западного аэрогеодезического треста ГГУ издания 1932 года деревня называлась Щелейка и насчитывала 44 крестьянских двора. В деревне находилась церковь.
По данным 1933 года деревня Щелейки входила в состав Гиморецкого сельсовета Вознесенского района Ленинградской области.
- Деревня Щелейки на карте 1943 года

Согласно топографической карте РККА юга Карелии издания 1943 года деревня Щелейки насчитывала 65 крестьянских дворов, в деревне находились: церковь, сельсовет и почта.
С 1 сентября 1941 года по 31 мая 1944 года деревня находилась в финской оккупации.
С 1954 года в составе Подпорожского района.
С 1963 года в составе Лодейнопольского района.
С 1965 года вновь в составе Подпорожского района. В 1965 году население деревни составляло 123 человека.
По данным 1966 года деревня также находилась в составе Гиморецкого сельсовета.
По данным 1973 и 1990 годов деревня Щелейки входила в состав Шустручейского сельсовета Подпорожского района.
В 1997 году в деревне Щелейки Вознесенского поссовета проживали 43 человека, в 2002 году — 26 человек (русские — 88 %).
В 2007 году в деревне Щелейки Вознесенского ГП — 35 человек.

## География
Деревня расположена в северо-восточной части района на автодороге 41К-147 (Петрозаводск — Ошта).
Расстояние до административного центра поселения — 15 км.
Расстояние до ближайшей железнодорожной станции Подпорожье — 127 км.
Деревня находится близ западного берега Онежского озера.

## Демография
| 2007 | 2010 | 2017 |
| ---- | ---- | ---- |
| 35   | ↗46  | ↘34  |

### Национальный состав
Согласно данным Всероссийской переписи населения 2021 года в деревне проживали 17 человек, все русские.

## Достопримечательности
- Деревянная пятиглавая церковь Дмитрия Солунского (Мироточивого) с трапезной и шатровой колокольней, построенная в 1783 году. Церковь имеет интересное завершение: небольшой восьмерик и четыре бочки, увенчанные пятью главками, реконструирована[21][22].
- Прилегающий район берега Онежского озера имеет статус Особо охраняемой природной территории. Особый интерес представляет гряда, сложенная из габбро-диабазов, длиной 1,4 км и с высотой уступа до 50 м. Такой рельеф не типичен для юго-западного Прионежья[23].

- Дмитриевская церковь. 2002 год
- Дмитриевская церковь. 2002 год
- Дмитриевская церковь. 2018 год
- Гряда габбро-диабазов. 2015 год

## Улицы
Озёрная, Петрозаводский тракт, Пристанский переулок, Родниковый переулок.